# Balkanika
Balkanika (en serbe : Балканика) est un groupe serbe créé par Sanja Ilić en 1998 ayant représenté la Serbie au Concours Eurovision de la chanson 2018 à Lisbonne, au Portugal.
L'objectif de ce groupe est de préserver, revitaliser et moderniser l'image moyenâgeuse et byzantine de la tradition musicale serbe.